# Zgromadzenie EWWiS
|                                                                        |                              |
| Państwa sygnatariusze traktatu o Europejskiej Wspólnocie Węgla i Stali |                              |
| Przewodniczący Zgromadzenia EWWiS                                      |                              |
| 1952–1954 1954 1954–1956 1956–1958                                     |                              |
| Paul-Henri Spaak Alcide De Gasperi Giuseppe Pella Hans Furler          |                              |
| Państwa członkowskie                                                   | Liczba członków Zgromadzenia |
| Niemcy                                                                 | 18 członków                  |
| Francja                                                                | 18 członków                  |
| Włochy                                                                 | 18 członków                  |
| Belgia                                                                 | 10 członków                  |
| Holandia                                                               | 10 członków                  |
| Luksemburg                                                             | 4 członków                   |

Zgromadzenie EWWiS – organ Europejskiej Wspólnoty Węgla i Stali, przewidziany w traktacie paryskim z 18 kwietnia 1951. Zgromadzenie pełniło jedynie funkcje doradcze.

## Skład
Na podstawie art. 21 Zgromadzenie liczyło 78 członków wybieranych przez parlamenty krajowe:
- Francja 18 członków,
- RFN 18 członków,
- Włochy 18 członków,
- Belgia 10 członków,
- Holandia 10 członków,
- Luksemburg 4 członków[1].

## Historia
Zgromadzenie pełniło jedynie funkcje doradcze. Jednakże w maju 1952 po podpisaniu w Paryżu traktatu o utworzeniu Europejskiej Wspólnoty Obronnej zostało zobowiązane przez rządy państw członkowskich do przygotowania projektu konstytucji europejskiej. Miała ona być zarazem dokumentem założycielskim nowej organizacji Europejskiej Wspólnoty Politycznej. Aby spełnić wymogi traktatowe na mocy których Zgromadzenie po ratyfikowaniu i wejściu w życie ustaleń z Paryża miało stać się jednym dla dwóch organizacji EWWiS i EWO, dokooptowano kolejnych członków i nazwano „Tymczasowym” (Ad Hoc Assembly), tzn. powołanym wyłącznie do konkretnego zadania. Przewodniczył mu były belgijski premier Paul-Henri Spaak. Po kilku miesiącach intensywnych prac przedstawiono projekt zwany Planem Spaaka. Ostatecznie wobec odmowy ratyfikacji traktatu przez francuski Parlament do utworzenia EWO i EWP nie doszło.
Pomimo fiaska projektu integracji militarnej w ramach EWO, nie zmniejszono wysiłków, a co najważniejsze nie zmieniły się okoliczności przemawiające za dalszą integracją państw europejskich. 2 grudnia 1954 Zgromadzenie omówiło i przyjęło tzw. Rezolucję Teitgena. Wezwało w niej do rozszerzenia swoich uprawnień o funkcje prawodawcze i kontrolne wobec Wysokiej Władzy, a także rozpatrzenie możliwości wprowadzenia wyborów powszechnych. Zakładano, że oba cele są wzajemnie powiązane, a wybory dadzą wystarczającą legitymację do sprawowania funkcji kontrolnych. 13 maja 1955 powołano do tego celu grupę roboczą, której prace rozszerzono na zagadnienia wspólnego rynku wykraczającego poza sektor węgla i stali. W międzyczasie doszło do zmiany na stanowisku szefa Zgromadzenia. Nowym przewodniczącym został Giuseppe Pella.

### Rola Zgromadzenia w uchwaleniu traktatów rzymskich
Kolejnym impulsem integracyjnym była zwołana na czerwiec 1955 konferencja w Messynie. Rządy państw członkowskich powołały na niej komisję roboczą ds. utworzenia wspólnego rynku, na czele której stanął pierwszy szef Zgromadzenia EWWiS Paul-Henri Spaak. Osobiście czuwał on nad tym by było ono wystarczająco informowane i sam uczestniczył w jego pracach. Tak zrodziło się założenie, że traktaty powinny ustanowić tylko jeden parlament dla trzech wspólnot. Nowe zgromadzenie uzyskało również uprawnienia kontrolne wobec nowo powołanej Komisji. W tym celu stworzono Konwencję w sprawie niektórych wspólnych instytucji Wspólnot Europejskich, która została podpisana razem z traktatami. Nie udało się jednak przeforsować wyborów powszechnych. Po wejściu w życie traktatu Zgromadzenie przekształciło się w Europejskie Zgromadzenie Parlamentarne.

## Dokumenty
1. Traktat ustanawiający Europejską Wspólnotę Węgla i Stali (wersja angielska, tekst niezmieniony). www.cvce.eu. [dostęp 2012-12-12].,
2. Traktat ustanawiający Europejską Wspólnotę Węgla i Stali (wersja polska, tekst skonsolidowany). polskawue.gov.pl. [dostęp 2012-12-12]. [zarchiwizowane z tego adresu (2012-01-29)].
3. Traktat rzymski – KONWENCJA w sprawie niektórych instytucji wspólnych dla Wspólnot Europejskich s.201. polskawue.gov.pl. [dostęp 2012-12-12].